# Quitxés
Els quitxés són un poble indígena de Guatemala, de cultura i llengua maia. La paraula quitxé prové de qui, o quiy, que significa "molts", i txe, paraula maia original, que al·ludeix a un bosc o terra de molts arbres. El Quiché és també el nom d'un departament de Guatemala.

## Història
El poble quitxé és un dels pobles maies nadius de l'altiplà guatemalenc. En temps precolombins els quitxés van establir un dels més poderosos estats de la regió. L'última ciutat capital era Gumarcaaj, també coneguda com a Utatlán, les ruïnes de la qual es troben a dos quilòmetres de Santa Cruz del Quiché, al departament d'El Quiché, Guatemala.
Van ser conquistats per l'espanyol Pedro de Alvarado a principis del segle xvi, en 1524. L'últim comandant de l'exèrcit quitxé va ser Tecún Umam, qui va ser mort per Alvarado en la batalla dels Plans del Pinal. Tecún Uman és encara un heroi popular nacional i figura de llegenda, també és l'heroi nacional de Guatemala.
El departament de Quiché va ser nomenat així en al·lusió a aquest poble que en el seu inici va ocupar el territori denominat "Quix Ché" que significa "arbres amb espines". Aquest departament és la llar central del poble quitxé, encara que en temps recents s'ha dispersat sobre una àrea més àmplia del territori guatemalenc.

## La llengua quitxé
El k'iche' és part de la família de llengües maies. El nombre de parlants és entre 1 i 2 milions de persones, principalment en els departaments d'El Quiché, Totonicapán, Sololá, Quetzaltenango, Huehuetenango i Suchitepéquez. És l'idioma maia amb més parlants a Guatemala i el segon del país després de l'espanyol. La majoria dels indígenes k'iche's també parlen l'idioma espanyol, excepte en algunes àrees rurals aïllades.
El text més famós en idioma K'iche' és el Popol Vuh o "Llibre del temps", on es narra l'origen d'aquest poble des de la creació del món, dels déus i dels primers homes i dones, formats de blat de moro, fins a la conquesta espanyola.